# CODLOG
CODLOG（COmbined Diesel ELectric Or Gas turbine、コンバインド・ディーゼル・エレクトリック・オア・ガスタービン）とは、船の推進方式の一種。
低速・巡航時は、ディーゼル・エレクトリック方式による電気推進を使用し、高速時にはガスタービンエンジンによる機械駆動に切替えて推力を得る方式である。これにより、航続距離と加速／高速性との両立を図っている。類似のCODLAG方式では、高速航行時にガスタービンエンジンへ切替えず電気推進と併用する。そのためCODLOG方式では、低速・巡航時にはガスタービンエンジンが、高速航行時にはディーゼル発電機と電動機がデッドウェイトになってしまう重量で不利な点がある。反面、システムが単純化するメリットもある。

## 採用例
- アメリカ海軍
  - ワスプ級強襲揚陸艦「マキン・アイランド」[1]
  - アメリカ級強襲揚陸艦
- イギリス海軍
  - 26型フリゲート
- フランス海軍
  - アキテーヌ級駆逐艦
- 大韓民国海軍
  - 大邱級フリゲート
- オーストラリア海軍
  - ハンター級フリゲート